# Хаген, Оддбьёрн
Оддбьёрн Хаген (норв. Oddbjørn Hagen; 3 февраля 1908 года, Рендал — 25 июня 1983 года, Шедсму) — норвежский двоеборец и лыжник, олимпийский чемпион и двукратный чемпион мира в двоеборье, многократный призёр олимпийских игр и чемпионатов мира в лыжных гонках.

## Карьера
На Олимпийских играх 1936 года в Гармиш-Партенкирхене выступал в лыжных гонках и двоеборье. В двоеборье завоевал золотую медаль, на 10 балов обойдя своего партнёра по команде Олафа Хоффсбаккена. В лыжных гонках выступал в гонке на 18 км и эстафете и в обеих гонках завоевал по серебряной медали. В гонке на 18 км он около минуты уступил победителю шведу Эрику Ларссону и более 1,5 минут выиграл у ставшего третьим финна Пекки Ниеми. В эстафете бежал первый этап и закончил его лидером, выигрывая около минуты у ближайших преследователей, но на последующих этапах норвежцы не удержали лидерство и закончили эстафету вторыми.
На чемпионатах мира завоевал две золотые медали в двоеборье, на чемпионатах 1934 и 1935 годов. Так же имеет две серебряные медали чемпионата мира 1935 года, завоёванные им в лыжных гонках.